# チョコQ助
チョコQ助（チョコキューすけ）は、青森県八戸市の有限会社しんぼりが2021年より製造販売している、南部煎餅から派生した菓子である。

## 概要
割れたゴマ入りの南部煎餅にチョコレートをライン状にかけたものであり、南部煎餅のサクサクした食感や、煎餅の塩味とチョコレートの甘味が特徴となっている。
商品名は、かねてから業界内で使われていた割れたり欠けたりした煎餅を指す「久助」が由来となっている。
なお、「チョコQ助」は有限会社しんぼりの登録商標（商標登録6641977号）である。

### 誕生の経緯
昭和30年代に創業した有限会社しんぼりは主に南部煎餅や和菓子を製造し、八食センター内の直営店や土産店などで販売していた。しかし、新型コロナウイルス感染症の世界的流行を受けて土産用の南部煎餅の売上がほぼゼロとなり、特に南部煎餅は業界では後発ということからも顧客層を観光客向けに絞っていたため、南部煎餅の生産ラインは休止を余儀なくされた。
南部煎餅の生産を担当する従業員を休ませている中で唯一出社していた主任の社員が地元での需要を狙い、新たな商品の開発を模索し始める。社内で商品開発用に保管されていたチョコレートに着目し、チョコレートの量や煎餅の材料配分など試行錯誤を繰り返し、2021年3月に商品化にこぎ着けて200袋を直営店で売り出したところ、その日のうちに完売した。当初は手作業で不定期に製造されていたが、評判が口コミやSNSなどで広まり、人気商品となったことから同年秋に生産ラインが組まれた。
2023年2月には第2工場を新設した。2022年7月に猛暑の影響でチョコレートが固まらず生産を2か月間休止するアクシデントに見舞われたことから、冷却設備の強化も図られている。2023年4月からは通信販売も開始した。なお、同工場の稼動開始後も品薄状態は続いており、店舗では入荷のたびに個数制限が設けられているほか、インターネット上では高額での転売も行われている。

## 派生商品
白いチョコQ助
2023年10月4日より販売。バター風味の南部煎餅にホワイトチョコレートをかけたもの。
QSUKE PREMIUM
割れていない丸型のチョコQ助。しんぼりが八食センター内にて2024年2月8日に開店した創作南部煎餅専門店「BEILAB」の限定商品。